# はらぺこヤマガミくん
『はらぺこヤマガミくん』はポニーキャニオンが製作し、YouTubeとニコニコ動画で配信されたWEBドラマ。

## 概要
人間を食べるために山から下りてきた山の神様ヤマガミくんと仲間（神様）たちが巻き起こす騒動を描くブラックコメディ。
1話3分で主人公たちが着ぐるみという形式は、『クレクレタコラ』『ウルトラファイト』『レッドマン』等の特撮ミニシリーズを模している。
当時、制作プロダクション・西村映造、特殊造型工房・HIGEMEGAME、VFX制作会社・スタジオ・バックホーンが一体となって設立していた映像制作集団パバーン（秘密基地とも称していた）が制作にあたり、撮影はパバーンのビル周辺で行われ、スタッフも多く出演している。

## キャラクター
ヤマガミくん
山の神様。イノシシがモチーフ。人間を食べる時には顔全体が十文字に割れて口になる。オナラには不思議な力がある。
イソベくん
海の神様。イカがモチーフ。上部に目と口に見える模様があるが実際の目と口は腰の部分にある。ヤマガミくんの友達だが子分のように扱われている。
カワカミくん
川の神様。カワエビ／ザリガニがモチーフ。ヤマガミくんのライバル。
キノシタちゃん
森の神様。キノコがモチーフ。体中に生えた小キノコ（食用になる）で繁殖する。
ツチダさん
土の神様。地蔵がモチーフ。井戸に封印されていたがヤマガミくんにたまたま助けられた。時おり巨大化する。秘書としてドレイちゃんを従えている。井戸の神様シミズさんを呼び出すことができる。

## 出演
- ヤマガミくん：Yumiko／井口昇（声）
- イソベくん：清水智史／福井真奈（声）
- カワカミくん：根本太樹／福田裕彦（声）
- キノシタちゃん：水井真希
- ツチダさん：鹿角剛司（声）
- シミズさん：清水崇
- パンダーマン：しいなえいひ
- ドレイちゃん１号：真凛
- ドレイちゃん２号：高城樹衣
- ドレイちゃん３号：桃瀬美咲
- ラーメン屋親父：デモ田中
- 自殺者：石川ゆうや
- 出会い系女子高生：水井真希
- 実況アナ（声）：デモ田中
- TVリポーター：フラミンゴ（辻本耕志、竹森千人、吉田ウーロン太）
- カメラマン：デモ田中
- 陶芸家：西村喜廣
- 太った男：井口昇
- 日本マフィア：鹿角剛司
- 香港マフィアボス：衛藤文
- 香港マフィア：アース※穴（カラサワイサオ）
- 中年サラリーマン：堀部圭亮
- 猟師：こまつよしお
- 無軌道４人衆リーダー：山中アラタ
- 厚生省役人：堀部圭亮
- 冬将軍：岸健太朗
- 生き返る人：仁科貴
- オープニングのユーレイ：水井真希
- ナレーション：仲谷明香(AKB48)

## スタッフ
- 原案・キャラクターデザイン：西村喜廣
- 監督：井口昇、西村喜廣、塩崎遵
- 脚本：継田淳
- 音楽：福田裕彦
- 撮影：Shu G. 百瀬
- 照明：太田博
- 録音：中川究矢
- 特殊造型・特殊メイク：HIGEMEGANE
- 美術：福田宣
- VFXスーパーバイザー：鹿角剛司
- VFX：STUDIO BUCKHORN
- アクション監督：カラサワイサオ
- 助監督：小坂志宝
- メイキング：デモ田中
- 制作プロダクション：西村映造
- 製作：ポニーキャニオン

## 主題歌
- オープニング 唄：福田裕彦

- 劇場版エンディング「キノコとパンジー」 唄：キノシタちゃん（水井真希）

## 配信リスト
| 話数 | サブタイトル                   | 監督     | ゲスト                                         | 配信日     |
| ---- | ------------------------------ | -------- | ---------------------------------------------- | ---------- |
| 1    | ヤマガミくん登場！の巻         | 井口昇   | ラーメン屋のおやじ                             | 2011/11/11 |
| 2    | パクパク食べさせて！の巻       | 井口昇   | 自殺者                                         | 2011/11/14 |
| 3    | ツチダさん登場！の巻           | 西村喜廣 |                                                | 2011/11/18 |
| 4    | 初恋キノシタちゃん！の巻       | 塩崎遵   |                                                | 2011/11/21 |
| 5    | ヤマガミくん出会い系！の巻     | 西村喜廣 | ドレイちゃん１号、シミズさん、出会い系女子高生 | 2011/11/25 |
| 6    | ヤマガミくんとエコ！の巻       | 西村喜廣 | エコ団体団長（パンダーマン）                   | 2011/11/28 |
| 7    | ヤマガミファイト！の巻         | 西村喜廣 | 実況アナ（声）                                 | 劇場版     |
| 8    | ドレイ捕獲大作戦！の巻         | 井口昇   | ドレイちゃん１号                               | 2011/12/2  |
| 9    | 懺悔は食い倒れ！の巻           | 井口昇   |                                                | 2011/12/5  |
| 10   | ヤマガミくん一石二鳥！の巻     | 西村喜廣 | ドレイちゃん２号、シミズさん                   | 2011/12/9  |
| 11   | 男はつよいよ！の巻             | 塩崎遵   | レポーター、カメラマン                         | 2011/12/12 |
| 12   | 強敵パンダーマン！の巻         | 西村喜廣 | パンダーマン                                   | 2011/12/16 |
| 13   | 友情！イソベくん！の巻         | 塩崎遵   | ドレイちゃん２号                               | 2011/12/19 |
| 14   | ツチダさんを救え！の巻         | 塩崎遵   | 陶芸家                                         | 2011/12/23 |
| 15   | 歌え！覗け！ヤマガミくん！の巻 | 井口昇   | ドレイちゃん２号                               | 2011/12/26 |
| 16   | 地獄のエレベーター！の巻       | 井口昇   | 太った男、マフィア、パンダーマン               | 劇場版     |
| 17   | あれ？何食べたカミ？の巻       | 塩崎遵   | 中年サラリーマン、猟師                         | 2012/1/13  |
| 18   | 無惨！無軌道４人衆！の巻       | 西村喜廣 | 無軌道４人衆、シミズさん                       | 2012/1/16  |
| 19   | キノコと言えども女だよ！の巻   | 井口昇   |                                                | 2012/1/20  |
| 20   | 最後の決闘！の巻               | 西村喜廣 | パンダーマン、ドレイちゃん２号                 | 2012/1/23  |
| 21   | ときめけ！ヤマガミくん！の巻   | 井口昇   | ドレイちゃん３号                               | 2012/1/27  |
| 22   | ゾンビ食べ放題！の巻           | 井口昇   | 厚生省役人                                     | 2012/1/30  |
| 23   | 冬将軍到来！の巻               | 西村喜廣 | 冬将軍                                         | 劇場版     |
| 24   | 続・冬将軍到来！の巻           | 西村喜廣 | 冬将軍、シミズさん                             | 劇場版     |
| 25   | さよなら！ヤマガミくん！の巻   | 井口昇   | ドレイちゃん３号、生き返る人                   | 劇場版     |

＊ 銀座シネパトスで開催された「SUSHI TYPHOONまつり」の『ヘルドライバー』上映時のイベントで、「ドレイ捕獲大作戦！の巻」「ヤマガミファイト！の巻」が先行上映された。（2011/8/13）

## 劇場版
未配信分を含めた全25話を再編集なしに主題歌ごと全てつなげたもの。
映倫により「自殺や肉体損壊などの描写」のためPG12指定された。

## 映画祭上映
ゆうばり国際ファンタスティック映画祭2012（2012/2/24）